# Senzaki Nyogen
Senzaki Nyogen (jap. 千崎 如幻; * 1876; † 1958) war ein japanischer Rinzai-Zen-Meister, Übersetzer, Autor und gilt als eine der Schlüsselfiguren in der Übertragung des Zen-Buddhismus in den Westen.

## Leben
Senzaki übersiedelte 1905 von Japan in die USA und gründete 1928 das erste Zen-Dōjō in San Francisco. Senzakis Lehrmeister war Sōen Shaku, der 1893 auf dem Weltparlament der Religionen erstmals den Zen-Buddhismus in den USA einführte und auch ein Lehrmeister von D.T. Suzuki war. Robert Aitken zählt zu seinen Schülern. Zusammen mit Ruth Strout McCandless hat er das Buch Keine Spuren im Wasser, eine Einführung in Zen geschrieben. Kern des Buches ist die Übersetzung und Kommentierung eines klassischen Textes von Yoka-daishi.  Senzaki übersetzte im Laufe seines späteren Lebens in Zusammenarbeit mit anderen zahlreiche Texte der Überlieferung des Zen-Buddhismus ins Englische und erläuterte diese häufig, um Zen, so wie er es verstand, weiterzugeben.

## Werke
Auf Englisch
- Kōken Murano: Buddha and His Disciples (A Guide to Buddhism). Tokyo 1932. (Mit einem Vorwort und einem Zusatz mit neun Essays und Reden von Senzaki).
- N. Senzaki, S. Reps: The Gateless Gate. Los Angeles 1934.
- N. Senzaki, S. Reps: Ten Bulls.  Los Angeles 1935.
- N. Sensaki: On Zen Meditation. What a Buddhist Monk in America Said. Kyōto 1936.
- Kōken Murano: What American Buddhist Pioneers Think. Japan 1939.
- N. Senzaki, Paul Reps: 101 Zen Stories. Philadelphia 1940.
- N. Senzaki, Ruth Strout McCandless: Buddhism and Zen. New York 1953.
- Paul Reps (Hrsg.): Zen Flesh, Zen Bones. A Collection of Zen and Pre-Zen Writings. Rutland, Vermont, 1957. (enthält in einem Band die drei Bücher The Gateless Gate, Ten Bulls. und  101 Zen Stories.)
- N. Senzaki, Ruth Strout McCandless: The Iron Flute: One Hundred Zen Kōan with Commentary by Genrō, Fūgai, and Nyogen. Mit Zeichnungen von Toriichi Murashima, Rutland, Vermont, 1964.
- Louis Nordstrom (Hrsg.) Namu Dai Bosa. A Transmission of Zen Buddhism to America by Nyogen Senzaki, Sōen Nakagawa, Eidō Shimano. New York 1976. (Mit biografischen Daten, Gedichten und dreißig Essays von Senzaki sowie Fotos)
- Eidō Shimano (Hrsg.): Like a Dream, Like a Fantasy: The Zen Writings of Nyogen Senzaki. Tokyo 1998. (Reden, Essays, Übersetzungen und Gedichte)

Auf Deutsch
- N. Senzaki/Ruth Strout McCandless: Genro. Die hundert Zen-Koans der «Eisernen Flöte». Zürich 1973.
- N. Sensaki/Ruth Strout McCandless: Keine Spuren im Wasser. Eine Einführung in Zen.  Zürich, München 1992. (Übersetzung der amerikanischen Originalausgabe von Buddhism and Zen. Berkeley 1987).
- Paul Reps (Hrsg.): Ohne Worte  – Ohne Schweigen. Bern 1976. (Übersetzung von Zen Flesh, Zen Bones).